# Blues from the Gutter
Blues from the Gutter —  студийный альбом Чемпиона Джека Дюпри, выпущенный в 1958 году. Переиздание альбома 1981 года стало лауреатом 2nd Blues Music Awards 1981 года в номинации «Перевыпущенный альбом» .

## Об альбоме
Дебютный альбом-лонгплей Чемпиона Джека Дюпри был записан 4 февраля 1958 года в Нью-Йорке. Альбом часто называют альбомом-эталоном блюза, как с точки зрения музыки, так и с точки зрения лирической составляющей. Блюз ранее и во время записи альбома оставался в основном уделом бедных странствующих людей, с пристрастием к выпивке и/или наркотикам и «достаточным количеством историй о горестях жизни». В этом смысле Blues From The Gutter (англ. Блюз из сточной канавы) обладает удачным названием. «Смерть, наркотики, секс и болезни — мрачный коктейль, который Дюпри умудряется смешивать с равным количеством серьезности, юмора и сожаления. „Can’t Kick The Habit“ и „Junker’s Blues“ блестяще балансируют между привлекательностью марихуаны и кокаина (а марихуана не была незаконной в то время) и их в конечном итоге изнуряющим эффектом. „TV Blues“ рассказывает историю человека, умирающего от ужасной болезни, в то время как „Bad Blood“ и „Nasty Boogie“ восхитительно непристойны и пикантны» .
По мнению портала Colin's Review, оценившего альбом на A-: «Фортепиано в стиле баррелхаус, крэк-хаус-стомпинг и придорожный джаз — все эти элементы помогают сделать пьянящий бренд новоорлеанского блюза Чемпиона Джека Дюпри приятным для созерцания…Blues from the Gutter настолько же подлинна, насколько это вообще возможно для блюза».
По оценке обозревателя Билла Даля: «Шедевральный альбом 1958 года…записанный в Нью-Йорке (в стерео!) с взрывной группой…красноречиво свидетельствует о вечном месте Дюпри на небосводе блюза и баррелхауса Нового Орлеана» 
По оценке некоторых специалистов этот альбом — наиболее популярный в дискографии блюзмена: «Однако лучше всего его помнят по пластинке „Blues From The Gutter“…Альбом подчеркивает уникальный блюзовый стиль Дюпри с его характерным новоорлеанским уклоном».
«„Blues From the Gutter“, записанный в 1958 году, — это, несомненно, лучшая работа новоорлеанского пианиста и певца Чемпиона Джека Дюпри, а также шедевр блюза» .
По обзору Денниса Дэвиса из журнала Hi-Fi: «…настоящие вещи можно найти на самом первом LP Дюпри, выпущенном в 1958 году на Atlantic — Blues From The Gutter; название говорит само за себя, а тексты редко отклоняются от секса и наркотиков. Подача Дюпри просто сочится рок-н-роллом, и я не говорю о музыке. Если бы случился пресловутый пожар и мне пришлось бы выбрать пять блюзовых LP для сохранения, этот был бы выбран» .
В дальнейшем в течение 1960-х — 2000-х годов многократно переиздавался, и переиздание 1981 стало лауреатом 2nd Blues Music Awards 1981 года в номинации «Перевыпущенный альбом». 

## Список композиций
| №  | Название               | Автор(ы) | Длительность |
| -- | ---------------------- | -------- | ------------ |
| 1. | «Strollin'»            | Дюпри    | 4:31         |
| 2. | «T.B. Blues»           | Дюпри    | 3:38         |
| 3. | «Can't Kick The Habit» | Дюпри    | 3:39         |
| 4. | «Evil Woman»           | Дюпри    | 4:17         |
| 5. | «Nasty Boogie»         | Дюпри    | 3:06         |

| №   | Название             | Автор(ы)    | Длительность |
| --- | -------------------- | ----------- | ------------ |
| 6.  | «Junker's Blues»     | Дюпри       | 4:09         |
| 7.  | «Bad Blood»          | Дюпри       | 3:56         |
| 8.  | «Goin' Down Slow»    | Джимми Оден | 4:01         |
| 9.  | «Frankie and Johnny» | народная    | 3:03         |
| 10. | «Stack-O-Lee»        | народная    | 3:57         |

## Участники записи
- Чемпион Джек Дюпри   — вокал, фортепиано

- Пит Браун   — альт-саксофон
- Уэнделл Маршалл  — бас-гитара
- Вилли Джонс  — ударные
- Эллис Лоуэри   — гитара

Производство
- Джерри Векслер — продюсер
- Том Дауд — звукооператор
- Марвин Азраель— дизайн конверта
- Ли Фридлендер— фотография
- Гэри Крамер - аннотация